# 복식부기
복식부기(複式簿記, 영어: double-entry bookkeeping)란 경영조직에서 외부와 거래를 할 때 거래의 주고받는 양 측면을 함께 기록함으로써 기록의 신뢰성을 확보하고 재무상태, 재무성과 및 현금흐름 등 경영의사결정에 필요한 다양한 재무적 정보를 제공할 수 있는 장부기록 방법을 말한다. 여기서 경영조직이란 영리를 목적으로 하는 기업은 물론 국가나 지방자치단체와 같은 비영리조직을 포함한다. 복식부기는 흔히 차변과 대변의 대응방식을 사용하여 거래를 기록하는 것으로 알려져 왔는데 이는 1494년 이탈리아에서 루카 빠찌올리가 최초로 정리한 것으로 되어 있으며, 우리나라에서는 이보다 앞서 이와 유사한 장부기록 방법인 송도사개치부법이 개성상인들에 의해 정리되었다고 한다.

## 역사

### 이탈리아
현대의 방식과 비슷한 최초의 복식회계는 13세기 말 피렌체 상인인 아마티노 마누치(Amatino Manucci)의 기록에서 발견된다. 다른 오래된 기록은 1299-1300 경 파롤피(Farolfi)의 거래원장에서 발견된다. 지오바니노 파롤피 앤 컴퍼니(Giovanino Farolfi & Company)는 피렌체 상인들의 회사였는데, 본사는 니메스(Nîmes)에 있었으며 그들은 아를의 대주교를 가장 큰 고객으로 둔 대금업자였다. 어떤 기록에 따르면, 지오바니 디 빈치 데 메디치(Giovanni di Bicci de' Medici)가 이 방법을 14세기에 메디치 은행에 소개했다고 한다.
하지만 완전한 형태로 남아있는 가장 오래된 복식부기 체계의 기록은 제노바 공국의 메사리(Messari, 이탈리아어: 회계담당자의) 계좌들이다. 메사리 계좌들은 지출과 수입을 양쪽에 기록하였으며, 잔액을 지난 해에서 넘겨받았고, 따라서 이는 복식회계 시스템으로 인정받는다. 15세기 말, 피렌체, 제노바, 베니스와 루벡의 상인들은 이 시스템을 널리 사용했다.

### 고려
고려의 개성상인도 개성부기(開城簿記)라고 불리는 복식회계를 사용하였다고 한다.

## 같이 보기
- 단식부기

## 참조
1. ↑  다음 백과사전